# StarCraft
StarCraft è un videogioco di strategia in tempo reale sviluppato dalla Blizzard Entertainment e pubblicato inizialmente per Microsoft Windows il 31 marzo 1998. La versione per Mac OS fu pubblicata nel marzo del 1999 e la conversione per Nintendo 64, co-sviluppata con la Mass Media Interactive Entertainment e avente titolo di copertina StarCraft 64, fu pubblicata il 13 giugno 2000.
StarCraft traspone la maggior parte delle caratteristiche dei precedenti Warcraft da un'ambientazione fantasy a una fantascientifica, per la precisione una guerra spaziale del lontano futuro, introducendo fazioni con differenze di gameplay molto marcate eppure tra loro equilibrate.
Con più di 11 milioni di copie vendute nel mondo a febbraio 2009, è uno dei giochi più venduti per il personal computer. Perfetto dal punto di vista tattico e del bilanciamento delle fazioni, rappresentò fin da subito un capolavoro degli strategici in tempo reale. Grazie alla modalità multigiocatore divenne un fenomeno anche nell'ambito degli sport elettronici.
Il gioco diede inizio alla serie StarCraft e ha un'espansione, StarCraft: Brood War (30 novembre 1998), e un sequel, Starcraft II, una trilogia il cui primo capitolo fu pubblicato il 27 luglio 2010. Nel 2017 Blizzard ha pubblicato StarCraft: Remastered, una riedizione dell'originale con grafica e audio migliorati, per Windows e Macintosh.
La trama è stata adattata anche a una serie di romanzi, StarCraft.

## Trama
Ambientato tra il XXV e il XXVI secolo (il gioco comincia il 12 dicembre 2499), il gioco ruota attorno alle sorti di tre razze che si combattono per il dominio di un lontano settore della Via Lattea: i Terrestri (Terran in originale), discendenti da umani esiliati secoli prima dalla Terra, con la capacità di adattarsi ad ogni situazione; gli Zerg, una razza di insettoidi mutanti all'inseguimento della perfezione genetica e ossessionati dall'assimilazione con le altre razze; e i Protoss, un'antica razza umanoide con tecnologie avanzate e abilità psichiche, i quali tentano di proteggere la loro specie dagli attacchi degli Zerg.
Nell'avventura di gioco si ha la possibilità di intraprendere tre campagne, in ognuna delle quali si è a capo di una diversa razza. L'ordine cronologico delle vicende raccontate nelle campagne è: Terrestri, Zerg, Protoss, ma il giocatore non è obbligato a seguirlo.

### Campagna Terrestri
I Terrestri hanno già colonizzato numerosi pianeti all'inizio del videogioco, quando improvvisamente vengono attaccati dai Protoss sul pianeta Chau Sara. Il giocatore, con la carica di "Magistrato", viene mandato su ordine della Confederazione sul pianeta Mar Sara per paura che subisca la stessa sorte. Li si farà la conoscenza dello sceriffo locale Jim Raynor. In seguito la Stazione Blackwater di Mar Sara verrà attaccata dagli Zerg ma l'ordine da parte del generale Duke della Confederazione è di non intervenire perché il segnale di soccorso è già stato accolto e che presto il problema verrà risolto. Jim Raynor sapendo che non c'è tempo interviene lo stesso e una volta distrutta la base infestata verrà dichiarato colpevole di aver distrutto una struttura militare. In seguito alla revoca del titolo di "Magistrato" anche per il giocatore ci si ritroverà costretti ad accettare l'aiuto da parte di Arcturus Mengsk, il leader del movimento ribelle Figli di Korhal, che offrirà il suo aiuto a fuggire da Mar Sara con delle navi da trasporto. Su ordine di Mengsk verranno saccheggiati dei dati dall'Installazione confederata Jacobs dal quale si scopriranno i progetti di un emettitore psionico, utilizzato per attirare gli Zerg per scopi scientifici. Dopo essere fuggiti da Mar Sara lo sceriffo Raynor insieme alla squadra arriveranno i Protoss che bombarderanno il pianeta fino a quando tutte le forme di vita saranno estinte. Raynor insieme a Mengsk e al tenente Sarah Kerrigan, combatteranno i confederati sul pianeta Antiga per far capire ai coloni le buone intenzioni del movimento ribelle. Successivamente la nave di Duke verrà attaccata e salvata dalla squadra di Jim Raynor, ed il generale, convinto da Mengsk, aiuterà i Figli di Korhal e la squadra di Raynor a sconfiggere del tutto i confederati su Antiga posizionando sul pianeta un emettitore psionico per attirare gli Zerg. Abbandonato il pianeta, anche questa volta arriveranno i Protoss a distruggere Antiga. L'obiettivo di Mengsk è di sconfiggere del tutto la Confederazione, e grazie all'aiuto di Duke si posizioneranno altri emettitori psionici sulla piattaforma orbitante il pianeta capitale della Confederazione Tarsonis con il fine di attirare nuovamente gli Zerg. Anche questa volta si avvicinano i Protoss ma Mengsk ordina al tenente Kerrigan di contrastarli con la motivazione che se i Protoss attaccassero gli Zerg i confederati potrebbero salvarsi. Sconfitti i Protoss però Arcturus Mengsk ordinerà alla sua flotta di allontanarsi abbandonando Kerrigan sul pianeta alla mercé degli Zerg. Il giocatore verrà contattato in seguito da Jim Raynor per convincerlo a lasciare il movimento ribelle e per allontanarsi dal pianeta, dovranno prima distruggere un cannone a ioni, su una delle piattaforme orbitanti, attivato dal generale Duke. Una volta scappati si assiste al video dell'inaugurazione del nuovo impero con a capo Mengsk che riunisce tutta la razza terrestre contro qualsiasi organismo alieno.

### Campagna Zerg
All'inizio della campagna Zerg, il giocatore, che questa volta veste i panni di un "Cerebrato", sarà impegnato nella custodia di una preziosa crisalide, che contiene la più straordinaria creazione dell'Unica Mente, sul pianeta Tarsonis, su cui è in corso ancora la guerra contro i Protoss, attirati dagli emettitori psionici posizionati sulla piattaforma orbitante durante la campagna terrestre. In seguito la crisalide, dopo essere stata spostata tramite viaggio interstellare sul pianeta Char, e durante la cui gestazione dev'essere difesa prima dall'arrivo di un'armata terrestre capitanata dal Generale Duke, e poi nuovamente dall'arrivo dello sceriffo Raynor e dei suoi uomini, si apre e si scopre che contiene proprio Kerrigan, che è stata infestata dagli alieni ed ora, con un aspetto mostruoso e nuovi poteri, è al servizio dell'Unica Mente, ossia del loro "cervello collettivo". In seguito Kerrigan farà irruzione in una nave scientifica terrestre per rubare dei dati riguardo alla ricerca Confederata sui "Fantasmi" e le loro abilità psioniche. Una volta che l'Unica Mente ha così ottenuto ciò che voleva, Char viene invaso per la terza volta da una forza ostile, questa volta dei Protoss, capitanati dall'eroe Tassadar, il quale trova un valido aiuto nei Templari Oscuri (detti anche Nerazim), una stirpe di Protoss rinnegati. Si scoprirà a fine missione che l'attacco era un diversivo usato dai Protoss, che con una nuova e misteriosa arma, per mano di Zeratul, hanno ucciso ZasZ, uno degli altri Cerebrati, a capo della genia Zerg "Garm". A causa di tutto ciò il giocatore si troverà costretto ad eradicare dal pianeta Char tutta la genia Garm, che senza la guida di Zasz è andata fuori controllo. Si scoprirà che ad attaccare Char e ad uccidere Zasz non sono dei comuni Protoss ma una casta differente, i Templari oscuri, muniti di poteri e armi avanzate tali da mettere in allerta persino l'Unica Mente. Con una trappola, l'armata di Zeratul viene attirata su Char, e i Templari Oscuri non riescono a darsi alla fuga. Avviene quindi l'invasione del pianeta Aiur, pianeta natale dei Protoss, sul quale sono presenti dei cristalli di grande potenza chiamati Cristalli Khaydarin, che verranno prelevati e posizionati dove si trovano le rovine dell'antico tempio che li custodiva. Kerrigan nel frattempo rimane su Char per cacciare gli ultimi Protoss rimasti. Si scoprirà che il tempio è stato costruito da una razza antica chiamata Xel'naga, che sono gli antenati sia degli Zerg che dei Protoss (o "Primogeniti", ossia la prima creazione dell'antica razza). La missione termina con un video, che mostra Aiur in fiamme, invaso dallo Sciame.

### Campagna Protoss
I Protoss e il loro pianeta Aiur vacillano sotto l'invasione Zerg. La campagna comincia con le forze Zerg che hanno conquistato Aiur e l'Unica Mente che si è radicato nella crosta del pianeta. Il Giudicatore Aldaris dà il compito al giocatore, che questa volta impersona un "Esecutore", di difendere l'avamposto di Antioch su Aiur con l'aiuto del compagno d'armi Fenix. Dopo il successo della difesa dell'avamposto Tassadar riappare spiegando di essere andato su Char, attirato dal potere psionico della Regina Kerrigan e di aver incontrato Zeratul e i Templari Oscuri, insieme a cui è riuscito ad uccidere il Cerebrato Zasz, spiegando anche come sia riuscito a farlo. Si decide allora di provare ad uccidere un altro dei Cerebrati, purtroppo però, nonostante i danni arrecati da Fenix e la sua squadra al Cerebrato, l'Unica Mente è riuscito a reincarnarlo, e il Giudicatore Aldaris, arrabbiato con Tassadar, ordina di portare l'armata nella provincia di Scion su Aiur, per distruggere tutte le colonie Zerg che vi dimorano. Terminata la missione si avvia un video in cui si mostra come gli Zerg siano tornati all'avamposto di Antioch e siano riusciti ad uccidere il Protoss Fenix nonostante il successo a Scion. Il Giudicatore Aldaris riceve dal Conclave l'ordine di andare su Char e di catturare Tassadar, accusato di aver raccontato una menzogna a proposito dell'uccisione dei Cerebrati. Il Giudicatore Aldaris allora ordina al giocatore di recarsi presso Char e di trovare Tassadar per portarlo a giudizio, cosa che alla fine avviene, ma si scopre con sorpresa che assieme a Tassadar c'è anche Jim Raynor. Una volta catturato, Tassadar spiega che Fenix, non essendo un Templare Oscuro, non avrebbe potuto uccidere il Cerebrato, e che solo Zeratul potrebbe riuscirci. Si procede quindi alla ricerca e al salvataggio di Zeratul, all'interno di una base, dato che secondo Tassadar, potrebbe essere in pericolo. Trovato Zeratul, Tassadar lo convince a tornare su Aiur. Terminata la missione, con sorpresa si scopre che Fenix è vivo, e spiega che il suo corpo è stato recuperato ed inserito all'interno di un Dragone, inoltre avverte che il Giudicatore Aldaris trama per catturare sia Zeratul che Tassadar per condannarli a morte, e assegna la missione di distruggere il Conclave stesso. Distrutta una delle cittadelle delle fazioni opposte, Tassadar dichiara ad Aldaris di arrendersi al giudizio del Conclave perché è stufo della guerra civile in corso nel popolo Protoss. Il Giudicatore risponde accusandolo di tradimento, di aver abbandonato Aiur e di aver fraternizzato con i Templari Oscuri (i rinnegati). Terminata la missione compaiono delle navi protoss, che prima invisibili, assieme alla nave del tenente Jim Raynor, che sono sfuggite quando Tassadar si è arreso. Nella confusione Zeratul sembra scomparso. Durante il Briefing Raynor spiega di essere stato salvato da Tassadar quando aveva incontrato Kerrigan su Char, e che quindi vuole offrire il suo aiuto per liberare Tassadar dalla cella di stasi in cui è stato imprigionato. Una volta liberato, Zeratul e 3 suoi seguaci avvertono il Giudicatore Aldaris: se non ascolteranno Tassadar e non si fideranno dei Templari Oscuri, presto il mondo creato dai Protoss terminerà sotto l'invasione dello Sciame. Il giudicatore, nonostante tutto, non crede alle loro parole. Durante il briefing Zeratul spiega che gli Zerg sono una creazione del loro stesso padre, ed avverrà che Zeratul riuscirà ad uccidere definitivamente due Cerebrati. Uccidendoli si aprirà la strada verso l'Unica Mente, che adesso è più vulnerabile, e con l'aiuto di Zeratul ed altri templari oscuri, il comandante Jim Raynor (nel frattempo il Giudicatore Aldaris ha ammesso di essersi sbagliato sull'operato di Tassadar, Fenix, l'esecutore ed i Templari Oscuri ed augura che la missione vada a buon fine), assieme al sacrificio di Tassadar, che si è lanciato con tutta la sua nave verso l'Unica Mente, questa viene uccisa definitivamente. Nel frattempo Kerrigan, rimasta su Char, si autoproclama Regina delle Lame e dello Sciame.

## Modalità di gioco
Il videogioco prevede una serie di campagne, ovvero sequenze di missioni in cui il giocatore singolo dovrà prendere il controllo ora di una, ora dell'altra fazione in gioco; alla vittoria di ogni confronto la trama complessiva del gioco procede e viene svelata al giocatore, fino al finale che viene mostrato dopo la fine dell'ultima missione. Non è possibile influenzare l'evolversi della trama, perché l'unico modo di proseguire nella campagna è quello di portare a termine con successo ogni missione. La struttura del gioco è pertanto lineare, e (generalmente) di tipo evolutivo: ogni missione comporta cioè un grado di difficoltà pari o superiore a quello della missione precedente, e di pari passo con la difficoltà aumenta anche il numero di tipologie di unità diverse da gestire.
Alternativamente alle campagne, viene lasciata anche la possibilità di impostare partite libere in cui il giocatore umano può confrontarsi con altri giocatori in multiplayer o contro avversari controllati dal computer. La partita libera può avere diversi scopi, dall'eliminazione totale degli avversari al completamento di determinate missioni come la "cattura della bandiera" avversaria.
La partita si svolge su una mappa bidimensionale, costituita da due piani sovrapposti, uno per le unità aeree e uno per le unità di terra: il terreno presenta ostacoli e impedimenti per le unità di terra, e vasti spazi inaccessibili. Al contrario le unità aeree possono muoversi a piacimento e in alcuni casi trasportare le unità di terra. Per complicare le cose da un punto di vista tattico, non tutte le unità aeree possono attaccare unità di terra, e viceversa. Un notevole ruolo a livello tattico è giocato anche dall'occultamento; tutte e tre le fazioni dispongono di unità mimetiche e unità o dispositivi di rilevamento di nemici occultati.
Le risorse da raccogliere sono due: minerali (cristalli azzurrini) e vespene (un gas verde). Possono essere spese per creare edifici, unità e sviluppare nuovi potenziamenti generali; nel caso dei Terrestri, anche per le riparazioni. L'unico modo di procurarsi minerali e vespene è raccoglierli, perché non esiste alcuna forma di commercio.

### Razze
Come per altri titoli successivi della Blizzard, la storia coinvolge diverse fazioni con caratteristiche completamente diverse l'una dall'altra, non solo sul piano estetico. Le fazioni fanno capo a tre razze: Terrestri, Zerg e Protoss. Ciascuna razza ha un proprio insieme di unità dai nomi fantasiosi, con proprietà e abilità uniche, afferenti in qualche modo alle caratteristiche fondamentali della razza corrispondente. Questo determina anche la necessità di adattare le strategie di gioco alla razza in quel momento utilizzata per combattere, portando a cambiamenti anche radicali nel modo di condurre le battaglie. L'equilibrio che i progettisti di StarCraft sono riusciti a trovare fra le tre razze, pur diversissime fra loro, viene spesso portato ad esempio dagli appassionati di strategia in tempo reale.

### Multigiocatore
Il gioco in versione multiplayer consente di giocare partite libere contro un numero massimo di sette avversari, ciascuno dei quali può essere indipendentemente controllato dall'intelligenza artificiale del gioco o da altri giocatori umani collegati via rete LAN, Internet, modem o cavo null modem.
Il multiplayer ha consentito a giocatori di tutto il mondo di sfidarsi via internet, connettendosi a un unico sistema chiamato Battle.net, che aveva rivoluzionato già con Diablo il sistema del multiplayer mondiale.
La versione Nintendo 64 non ha il multigiocatore online, ma è dotata di una modalità cooperativa a due giocatori in locale a schermo diviso.

### Editor di mappe
È possibile creare le proprie mappe personalizzate tramite l'editor incluso nel gioco. Questo consente di produrre mappe (o persino campagne) anche molto elaborate e consente, tramite opportuni script, di gestire la strategia di gioco degli eventuali nemici controllati dall'intelligenza artificiale, permettendo addirittura di modificare le caratteristiche delle unità.
Le mappe vengono salvate in file la cui estensione è .scm per la versione originale del gioco, .scx per Brood War.
Esistono anche programmi non ufficiali, come StarDraft, che permettono di creare scenari con caratteristiche impossibili da creare con un editor normale, ad esempio formare un accumulo di minerali e posizionarlo accanto ad un centro di comando (partite Fast).

## Sviluppo
Poco dopo il successo di Warcraft II: Tides of Darkness (1995), la Blizzard volle tentare lo sviluppo di un nuovo strategico simile, ma a tema fantascientifico. Chris Metzen e James Phinney vennero assegnati come principali designer. Un primo demo venne presentato pubblicamente nel 1996, ma poi il gioco venne pesantemente rivisto per dargli un ruolo più distintivo. Anzitutto lo stile grafico della versione alpha era disegnato a mano, ma venne sostituito con grafica renderizzata. Bill Roper, uno dei produttori esecutivi, spinse da subito per un maggiore differenziamento da Warcraft, ottenendo lo sviluppo di novità sostanziali anche nel gameplay. In particolare per le tre razze giocabili vennero realizzati stili di gioco molto diversi, con grande influenza sulle possibili tattiche dei giocatori; all'epoca era una caratteristica non banale, inedita a questo livello di complessità per gli strategici in tempo reale.
Il progetto però faticò a crescere e lo sviluppo ebbe molti ritardi, tanto che tra gli appassionati nacque un gruppo che scherniva la Blizzard, noto come Operation: Can't Wait Any Longer ("Operazione: non si può più aspettare"). Dopo più di due anni di sviluppo, StarCraft riuscì finalmente a uscire il 31 marzo 1998 per Windows.

## Espansioni e giochi correlati
È stata pubblicata un'espansione della Blizzard, dal titolo StarCraft: Brood War; inoltre esistono altre due espansioni realizzate da terzi, ma autorizzate dalla Blizzard: Insurrection e Retribution.
Le due espansioni minori aggiungono nuove campagne e altri livelli per Windows. Insurrection, prodotta dalla canadese Aztech New Media e supervisionata da Blizzard stessa, uscì il 31 luglio 1998, ottenendo critiche piuttosto negative. Rebellion, sviluppata da Stardock e pubblicata da WizardWorks (del gruppo GT Interactive), uscì pochi mesi dopo, senza risultare particolarmente notevole. Nello stesso periodo uscirono anche altre espansioni commerciali di autori vari, non autorizzate dalla Blizzard.
L'espansione ufficiale Brood War, uscita alla fine del 1998 per Windows e poi anche per Macintosh, aggiunse anche importanti modifiche generali tra cui nuove unità e fu un grosso successo, contribuendo ulteriormente all'importanza di StarCraft negli sport elettronici.
Nel 2002 è stato annunciato un altro titolo con la stessa ambientazione, StarCraft: Ghost, gioco però di diverso genere (si trattava infatti di uno sparatutto in terza persona), il cui sviluppo venne poi abbandonato.
Il 27 luglio 2010 Blizzard ha pubblicato il seguito della saga con StarCraft II.
Nel 2017 Blizzard ha pubblicato StarCraft: Remastered, una riedizione dell'originale con grafica e audio migliorati, per Windows e Macintosh. Nel 2019 per Remastered è uscito il contenuto scaricabile StarCraft: Cartooned che modifica la grafica in stile cartone animato parodistico.

## Accoglienza
StarCraft vendette 1,5 milioni di copie al lancio e 9,5 milioni nel decennio successivo, raggiungendo il primato mondiale di videogioco strategico più venduto.
Il gioco è stato lodato per aver introdotto l'uso di fazioni con caratteristiche profondamente diverse nei giochi di strategia in tempo reale, fornendo a ogni razza un sistema complesso e variegato di forze e debolezze. Anche la trama avvincente fu un successo; la Blizzard riuscì a costruire attorno al solido gameplay uno degli universi fantascientifici più affascinanti del mondo videoludico. Un altro elemento di StarCraft molto apprezzato fu l'audio, grazie alla qualità della colonna sonora e del doppiaggio (tra le voci originali Robert Clotworthy e Glynnis Talken Campbell).
Molti dei giornalisti del settore hanno osannato StarCraft come uno dei migliori e più importanti videogiochi di tutti i tempi.
Il grande successo di pubblico che ebbe StarCraft in rete (consentendogli di rientrare per vari anni consecutivi come disciplina nei WCG, le olimpiadi dei videogiochi) fu sorprendente per i tempi, e lo mise come pietra miliare nella storia dei videogiochi strategici.
Il multigiocatore ottenne un grandissimo seguito anche grazie al servizio online integrato di Battle.net. StarCraft permette inoltre l'installazione integrata e il multigiocatore in contemporanea su un certo numero di computer pur possedendo una sola copia commerciale del gioco, e anche questo riuscì ad attrarre un grande numero di giocatori incuriositi dal multigiocatore.
In Corea del Sud StarCraft è arrivato a essere uno sport seguito pubblicamente, con tanto di sponsor e incontri professionistici trasmessi in televisione; è stato inoltre il primo titolo occidentale a diventare campione d'incassi in questo paese, con quattro milioni e mezzo di copie vendute.
La conversione StarCraft 64, meno riuscita, non fu all'altezza del successo delle versioni per computer.

### Riconoscimenti
- Gioco per PC numero uno di vendite del 1998 - PC Data
- RTS of the Year (Strategico in tempo reale dell'Anno) - PC Gamer
- Game of the Year (Gioco dell'Anno) - GameSpot
- Game of the Year (Gioco dell'Anno) - Computer Gaming World
- Game of the Year (Gioco dell'Anno) - Gamesmania